# Nycteroleteridae
I nicteroleteridi (Nycteroleteridae) sono un gruppo di rettili arcaici estinti, appartenenti ai pararettili. Vissero nel Permiano medio/superiore (circa 270 - 260 milioni di anni fa) e i loro resti fossili sono stati ritrovati in Russia, in Nordamerica e in Sudafrica. 

## Descrizione
Solitamente questi animali erano simili a tozze lucertole, dal cranio triangolare e dal muso corto. Sembra che la maggior parte dei nicteroleteridi possedesse arti robusti e non molto allungati, ma si conosce una forma (Emeroleter levis) dotata di lunghe zampe snelle. Di solito le dimensioni dei nicteroleteridi si aggiravano intorno ai 30 - 40 centimetri di lunghezza, ma le forme più grandi (Macroleter, Rhipaeosaurus) sfioravano il metro. I nicteroleteridi erano dotati di un'incisura otica molto profonda nella parte posteriore del cranio, di un'ornamentazione delle ossa dermiche del cranio costituita da piccoli fossetti circolari, e da una fila di denti palatali che si estendeva dalla vacuità interpterigoide fino al margine laterale della coana; le ossa postparietali, infine, toccavano il forame pineale (Lee, 1997).

## Classificazione
La famiglia Nycteroleteridae venne istituita da Alfred Sherwood Romer nel 1956, per accogliere il rettile primitivo Nycteroleter ineptus, fino a quel momento classificato insieme a Nyctiphruretus nell'ambito dei procolofoni. I nicteroleteridi comprendono una serie di forme le cui caratteristiche richiamano quelle dei procolofonoidi e dei pareiasauridi. Resti di nicteroleteridi sono noti principalmente nel Permiano medio della Russia europea (con molti generi come Nycteroleter, Bashkyroleter, Macroleter, Emeroleter e Rhipaeosaurus; tuttavia sono presenti anche nel Permiano medio del Nordamerica (con la specie Macroleter agilis) e in Sudafrica (con un nicteroleteride senza nome). 

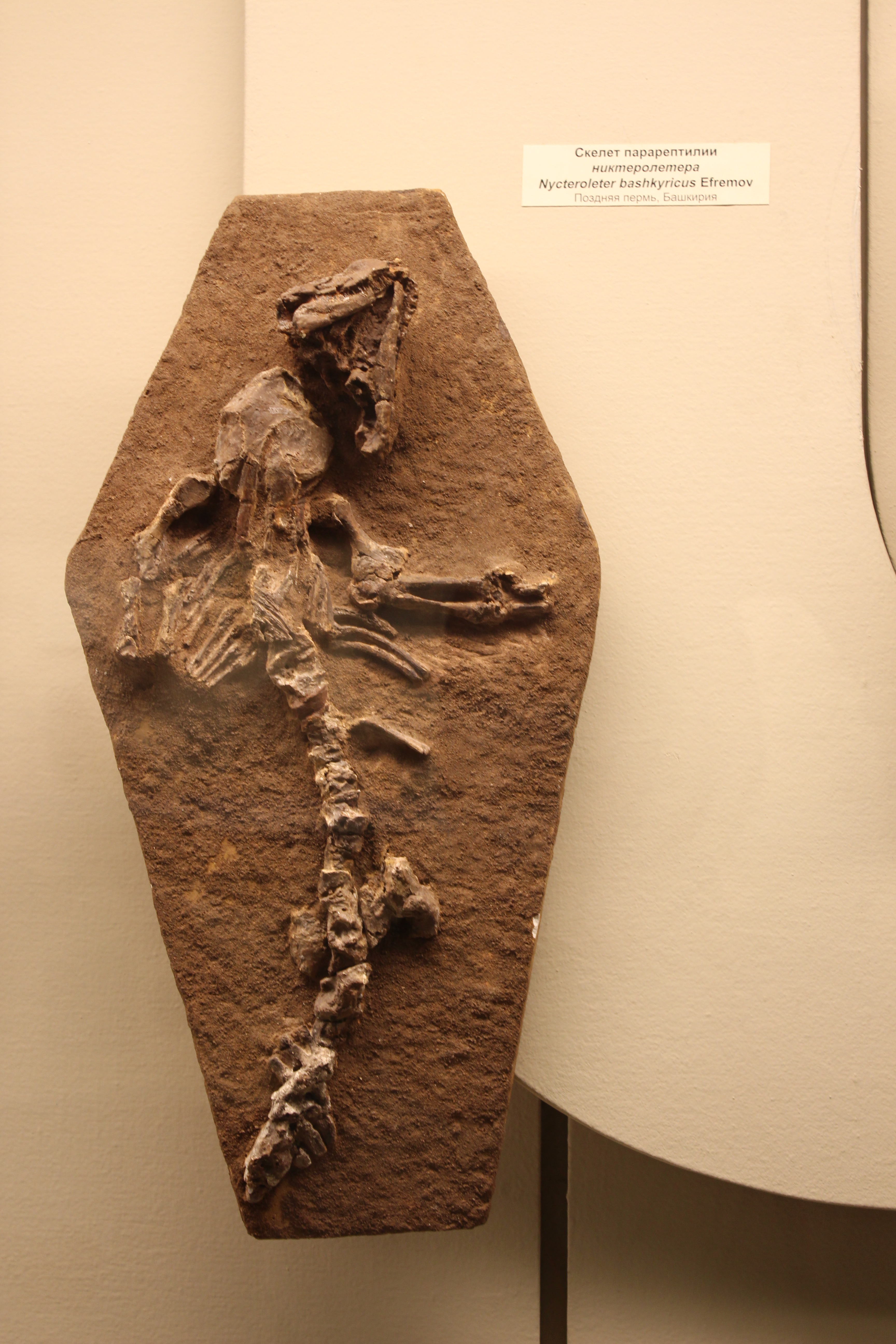
Fossile di Nycteroleter

In passato i nicteroleteridi sono stati considerati rettili procolofonoidi (Romer, 1966) e "anfibi" seymouriamorfi (Milner, 1993); tuttavia, la classificazione dei nicteroleteridi come anfibi è basata principalmente sulla presenza di una notevole incisura otica, un carattere sì presente in numerosi taxa di "anfibi" paleozoici, ma che si è ripresentato ripetutamente nella storia evolutiva dei tetrapodi (Lee, 1995). È probabile che i nicteroleteridi fossero un gruppo di rettili anapsidi (pararettili) appartenenti ai procolofonoidi, dotati di caratteristiche primitive (plesiomorfie) rispetto ad altri taxa come i veri procolofonidi o i pareiasauri; è inoltre probabile che i nicteroleteridi non formino un gruppo monofiletico, bensì un gruppo parafiletico con forme via via più specializzate e ancestrali ai pareiasauridi; Macroleter sarebbe il nicteroleteride più basale, seguito da un clade composto da Nycteroleter ed Emeroleter, per finire con un clade comprendente Rhipaeosaurus e i pareiasauridi (Tsuji et al., 2012). 

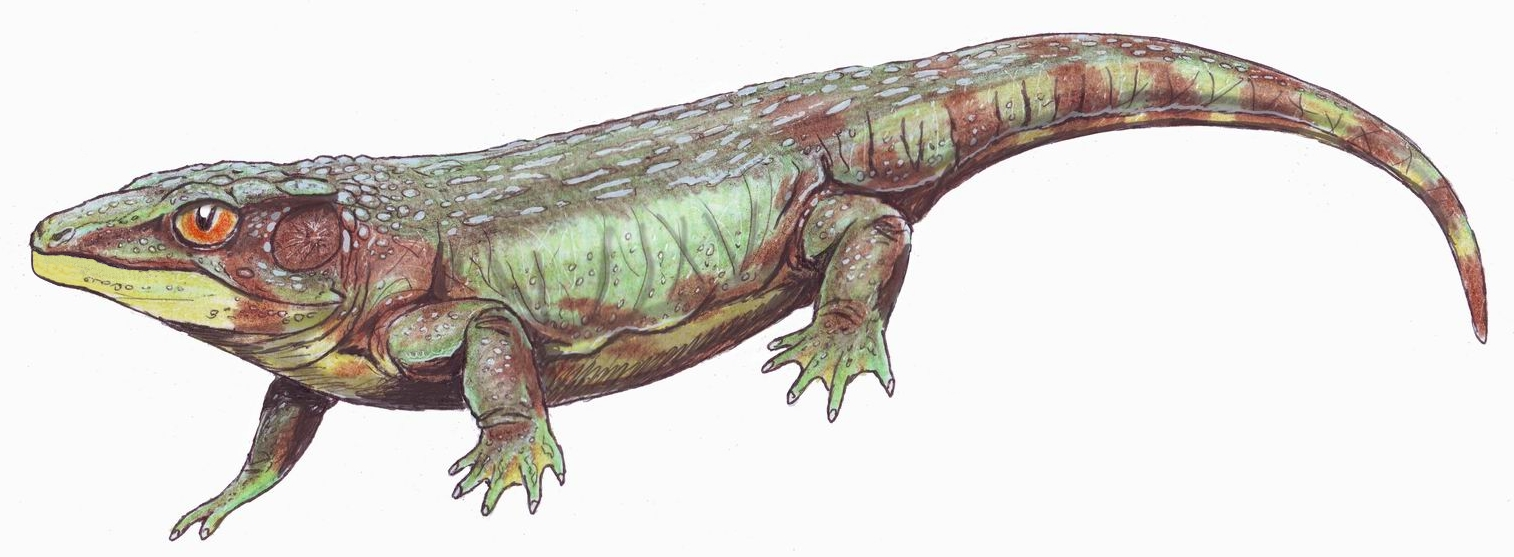
Macroleter

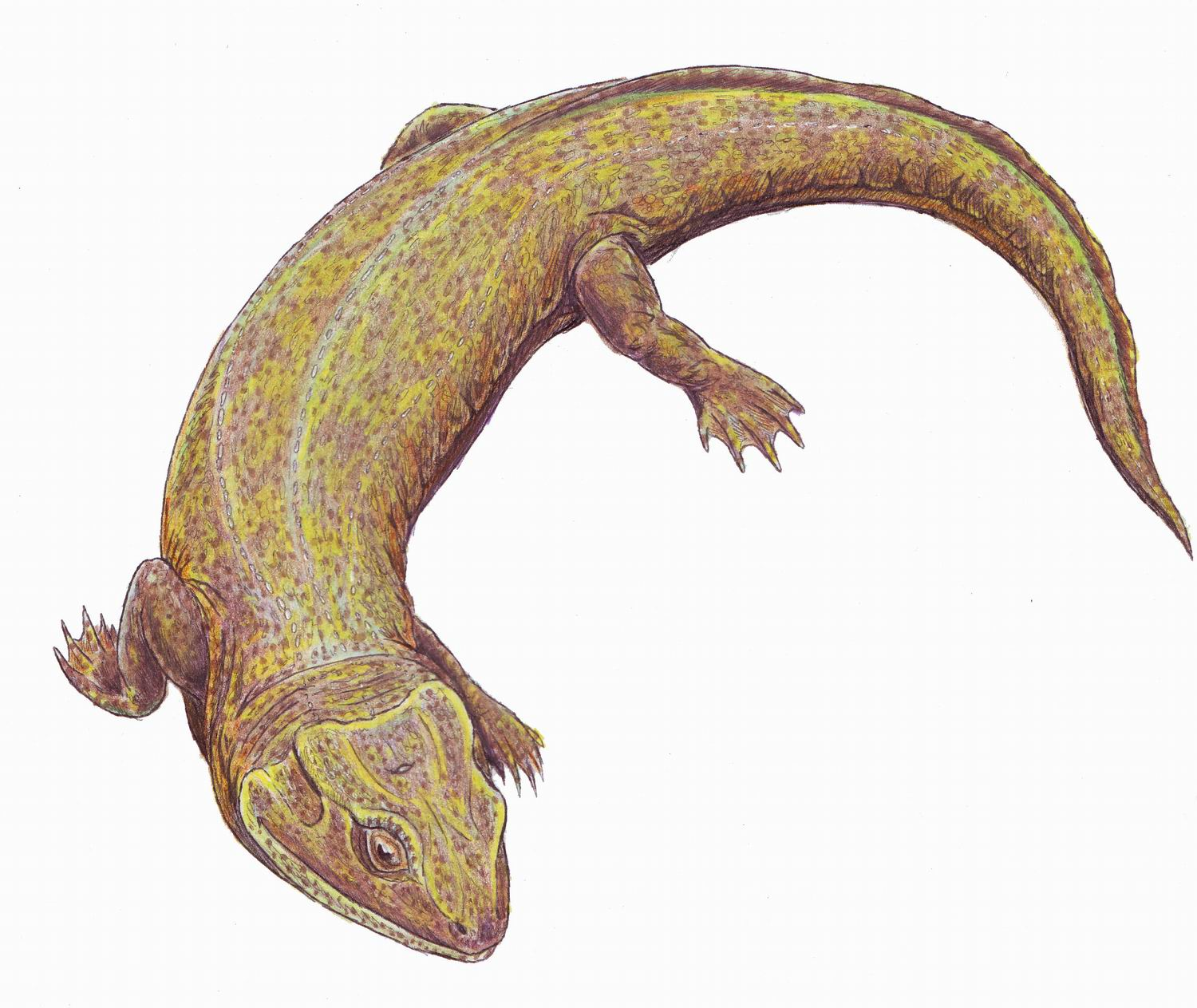
Nycteroleter

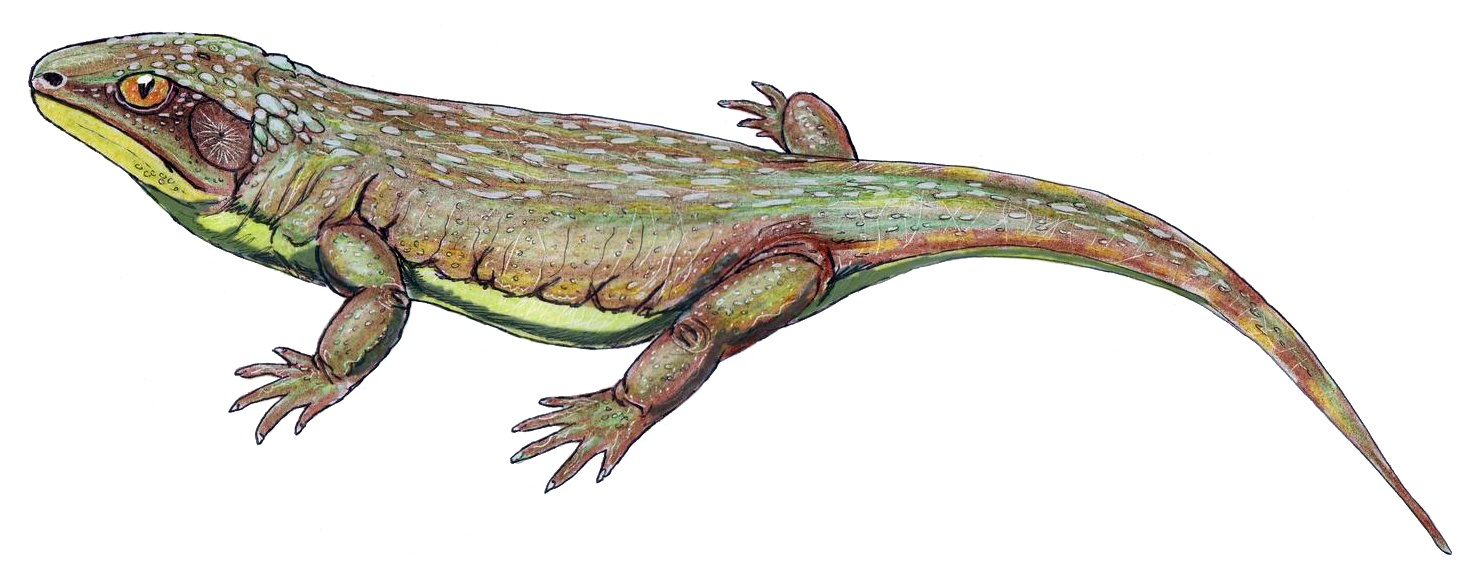
Emeroleter

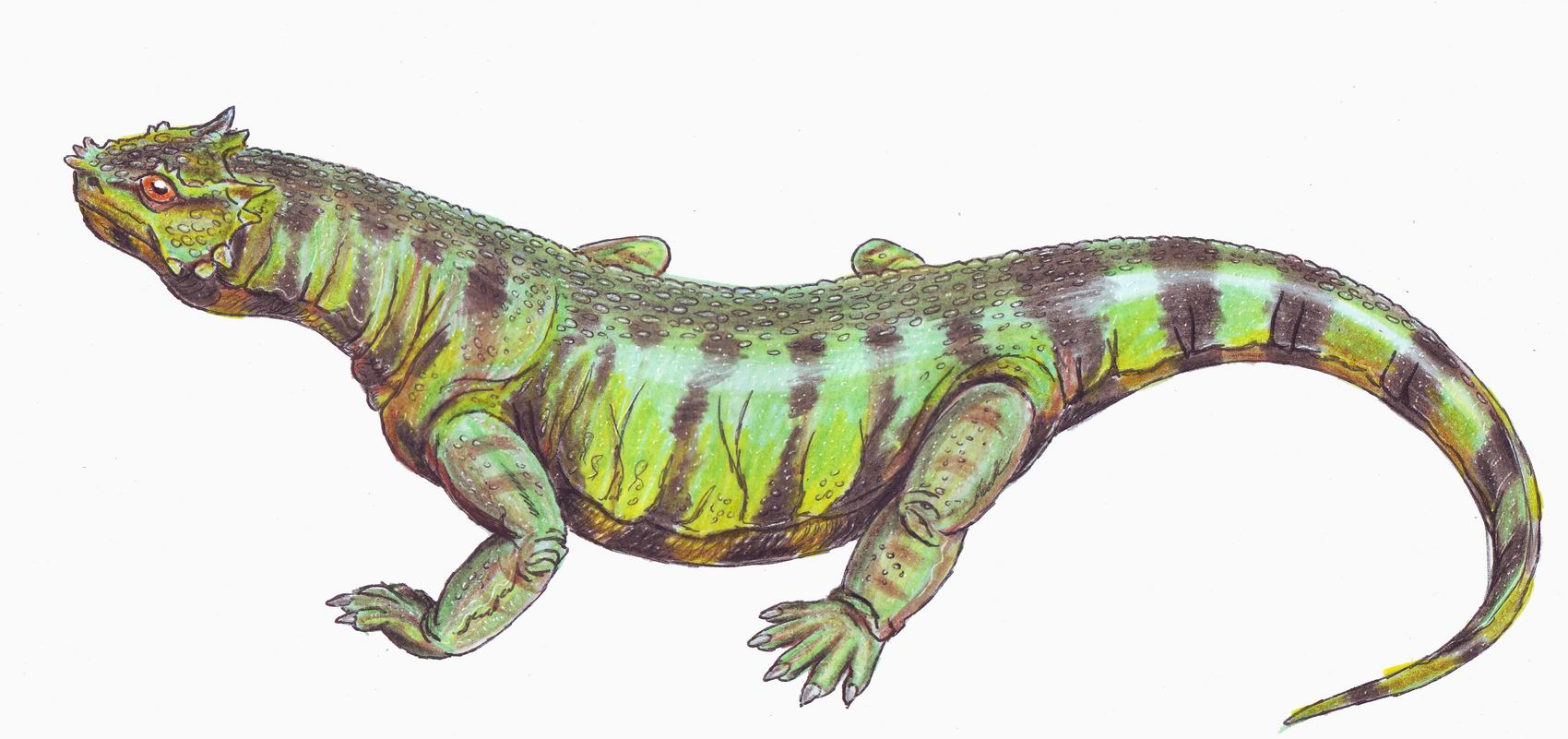
Rhipaeosaurus

### Filogenesi
```
Reptiliomorpha

├─
Synapsida

└─┬─
Eureptilia

  │ 
  └─
Anapsida

   ├─┬─
Millerettidae

   │ └─
Eunotosaurus

   ├─
Mesosauridae

   └─┬─
Lanthanosuchoidea

     └─┬─
Bolosauridae

       └─
Procolophonia

         ├─
Nyctiphruretus
 
         ├─┬─
Nycteroleteridae
 
         │ ├─
Macroleter

         │ ├─┬─
Nycteroleter

         │ │ └─
Emeroleter

         │ └─┬─
Rhipaeosaurus

         │   └─
Pareiasauridae

         └─
Procolophonoidea
 
           ├?─
Testudines

           ├─
Owenettidae
 
           └─
Procolophonidae
```

## Paleobiologia
I nicteroleteridi erano probabilmente forme insettivore o erbivore, terrestri e dai movimenti non troppo veloci; è possibile che Emeroleter, dotato di zampe più lunghe rispetto alla maggior parte dei nicteroleteridi, avesse un comportamento simile a quello delle lucertole attuali.